# 提丰怪物属
提丰怪物（学名：Typhloesus）是一种来自熊谷石灰岩的一种已灭绝的两侧对称动物，最新研究表明，其很可能是一种无壳腹足动物。

## 身体结构

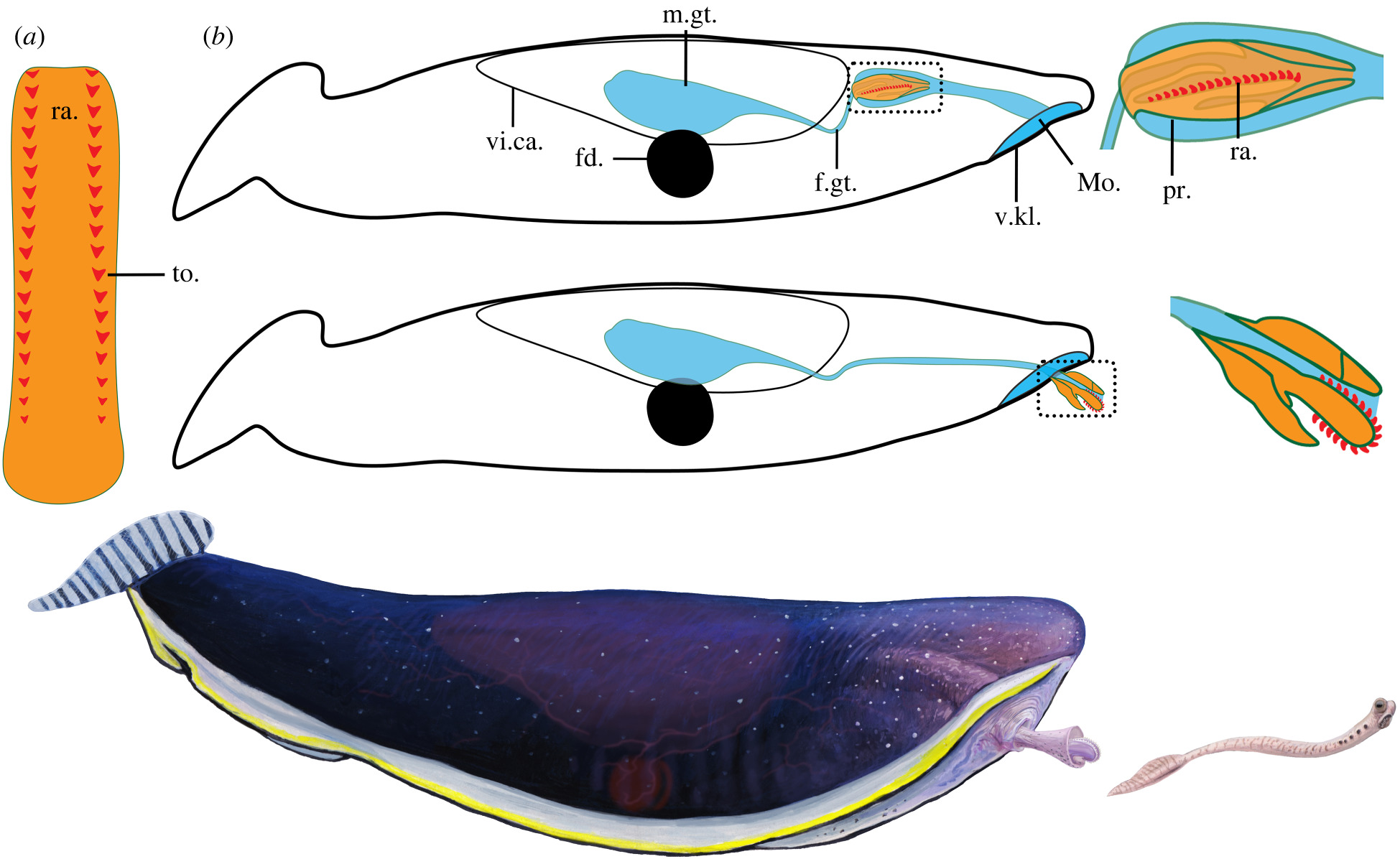
提丰怪物的复原图（2022年）。

根据仅有的化石推断，提丰怪物的身体为纺锤形，最大身长为90毫米。在动物的后部或背面是尾鳍，由两组正交鳍条支撑。外观没有任何其他器官。内部解剖结构由前肠和中肠组成，中肠下方是一个圆盘状的明显的黑色器官，暂称为铁盘，因为其铁含量很高而得名。铁盘的用途暂不明了。